# Colomby
Colomby és un municipi francès situat al departament de la Manche i a la regió de Normandia. L'any 2007 tenia 472 habitants.

## Demografia

### Població
El 2007 la població de fet de Colomby era de 472 persones. Hi havia 194 famílies de les quals 40 eren unipersonals (12 homes vivint sols i 28 dones vivint soles), 71 parelles sense fills, 71 parelles amb fills i 12 famílies monoparentals amb fills.
La població ha evolucionat segons el següent gràfic:
Habitants censats

### Habitatges
El 2007 hi havia 211 habitatges, 188 eren l'habitatge principal de la família, 17 eren segones residències i 6 estaven desocupats. Tots els 208 habitatges eren cases. Dels 188 habitatges principals, 145 estaven ocupats pels seus propietaris, 42 estaven llogats i ocupats pels llogaters i 1 estava cedit a títol gratuït; 10 tenien dues cambres, 29 en tenien tres, 56 en tenien quatre i 93 en tenien cinc o més. 153 habitatges disposaven pel capbaix d'una plaça de pàrquing. A 72 habitatges hi havia un automòbil i a 101 n'hi havia dos o més.

### Piràmide de població
La piràmide de població per edats i sexe el 2009 era:
| Homes | Edats   | Dones |
| ----- | ------- | ----- |
| 0     | 95 o +  | 0     |
| 0     | 90 a 94 | 2     |
| 2     | 85 a 89 | 4     |
| 3     | 80 a 84 | 4     |
| 8     | 75 a 79 | 2     |
| 6     | 70 a 74 | 18    |
| 11    | 65 a 69 | 9     |
| 11    | 60 a 64 | 9     |
| 9     | 55 a 59 | 6     |
| 12    | 50 a 54 | 11    |
| 16    | 45 a 49 | 14    |
| 19    | 40 a 44 | 14    |
| 25    | 35 a 39 | 19    |
| 22    | 30 a 34 | 18    |
| 10    | 25 a 29 | 10    |
| 8     | 20 a 24 | 11    |
| 17    | 15 a 19 | 21    |
| 15    | 10 a 14 | 14    |
| 16    | 5 a 9   | 8     |
| 14    | 0 a 4   | 11    |

## Economia
El 2007 la població en edat de treballar era de 324 persones, 236 eren actives i 88 eren inactives. De les 236 persones actives 221 estaven ocupades (125 homes i 96 dones) i 16 estaven aturades (7 homes i 9 dones). De les 88 persones inactives 38 estaven jubilades, 24 estaven estudiant i 26 estaven classificades com a «altres inactius».

### Ingressos
El 2009 a Colomby hi havia 192 unitats fiscals que integraven 489,5 persones, la mediana anual d'ingressos fiscals per persona era de 16.085 €.

### Activitats econòmiques
Dels 9 establiments que hi havia el 2007, 1 era d'una empresa de fabricació d'elements pel transport, 1 d'una empresa de fabricació d'altres productes industrials, 3 d'empreses de construcció, 2 d'empreses de comerç i reparació d'automòbils, 1 d'una empresa de transport i 1 d'una empresa de serveis.
Dels 3 establiments de servei als particulars que hi havia el 2009, 1 era un paleta, 1 lampisteria i 1 electricista.
L'any 2000 a Colomby hi havia 27 explotacions agrícoles que ocupaven un total de 928 hectàrees.

## Equipaments sanitaris i escolars
El 2009 hi havia una escola elemental integrada dins d'un grup escolar amb les comunes properes formant una escola dispersa.

## Poblacions més properes
El següent diagrama mostra les poblacions més properes.